# Le Jeu d'échecs chinois
Le Jeu d'échecs chinois est un dessin de l'artiste français François Boucher, montrant une image orientée de deux personnes jouant au Xiangqi — les pièces réelles de xiangqi sont toutes rondes, alors que les formes des pièces du dessin sont plus variées, version chinoise du jeu d'échecs.
Il est surtout connu grâce à la gravure de 39,4 sur 27,7 cm qu'en a fait l'Anglais John Ingram (1721 - vers 1771). Elle fait partie d'une série de gravures réalisées entre 1741 et 1763 sur des sujets de chinoiserie de Boucher - il avait déménagé de Londres à Paris et y a probablement réalisé Le Berger content (ou The Happy Shepherd) en 1741 comme première œuvre de la série. Il est ensuite resté à Paris jusqu'à sa mort et a produit des illustrations de livres ainsi que d'autres œuvres après Boucher. Il n'existe aucune preuve de sa vie après 1763 et cette date est donc considérée comme la plus tardive possible pour la production de sa gravure de Game.
Une gravure se trouve actuellement au Metropolitan Museum of Art sous le numéro d'inventaire 66.628.4, et fait partie de la collection Elisha Whittelsey. Une autre version de la gravure avec une inscription centrale plus courte se trouve également au Metropolitan Museum.

## Sources
- Ressource relative aux beaux-arts :   - Metropolitan Museum of Art